# 埼玉最終兵器
埼玉最終兵器（さいたまさいしゅうへいき 1982年5月16日 - ）は、日本の作曲家、編曲家。頭文字をとって「S.S.H.」と略記されることもある。埼玉県在住の兄弟によって結成されたユニットであり、実際曲を作っているのは弟で、兄はマネジメントをしている。

## 来歴
- 2003年7月 自身のWEBサイト(後述)をリニューアル
- 2005年10月 アレンジアルバム『DECEITFUL WINGS』発売
- 2006年8月 アレンジアルバム『RED LUCIFER RISING』発売
- 2011年　真・恋姫†夢想 〜乙女対戦★三国志演義〜のBGM作成を担当[1]

## 音楽的特徴
初期(2000年 -)の埼玉最終兵器のスタイルは専らゲームミュージックのHR/HMアレンジである。BPMは200を越えるものが少なくない。ギターのリフに特徴があり、速弾き(風)ギターソロが曲中に盛り込まれることが多い。またその音楽表現は、稀にギターが生で録られるものの、基本的には全て打ち込みによって行われる。2003年以降は前述のスタイルを貫きつつオリジナルも手がけ、最近ではギターに平松俊紀を迎えることも多い。

## ディスコグラフィー
- 冥土 陰 埼玉

- LOST CHILD SOUND TRACK from 埼玉最終兵器 side-A

2003年9月25日 / -
- LOST CHILD SOUND TRACK from 埼玉最終兵器 side-B

2004年2月13日 / -
- Sixty Nine2 ORIGINAL SOUND TRACK FROM 埼玉最終兵器

2004年10月22日 / HBMS-013
- DECEITFUL WINGS

2005年10月19日 / KDSD-10011
- RED LUCIFER RISING

2006年8月23日 / KDSD-10017